# Jakow Jakowlew
Jakow Arkadjewicz Jakowlew (Epsztejn) (ros. Я́ков Арка́дьевич Я́ковлев (Эпштейн), ur. 9 czerwca?/21 czerwca 1896 w Grodnie, zm. 29 lipca 1938 w miejscu egzekucji Kommunarka) – radziecki polityk, działacz partyjny, członek KC WKP(b) (1930–1937).

## Życiorys
Urodzony w rodzinie żydowskiego nauczyciela, skończył szkołę realną w Białymstoku, studiował w Piotrogrodzkim Instytucie Politechnicznym, 1913 wstąpił do SDPRR(b). W 1917 był sekretarzem Jekaterynosławskiego Komitetu SDPRR(b), członek Prezydium Rady Jekaterynosławskiej, od kwietnia 1918 sekretarz Moskiewskiego Obwodowego Biura Związku Metalowców, od 12 lipca do 17 października 1918 zastępca członka, a od 22 października 1918 do 1 marca 1919 członek KC KP(b)U. Od października 1918 do marca 1919 członek Biura Wykonawczego KC KP(b)U, od stycznia 1919 przewodniczący Charkowskiego Komitetu Rewolucyjnego, w lipcu-sierpniu 1919 przewodniczący kijowskiego gubernialnego komitetu KP(b)U, od sierpnia 1919 szef Wydziału Politycznego 14 Armii. Od 18 listopada 1919 do 9 lutego 1920 przewodniczący Komitetu Wykonawczego Włodzimierskiej Rady Gubernialnej, od stycznia do listopada 1920 przewodniczący charkowskiego gubernialnego komitetu KP(b)U, od 5 kwietnia do 17 listopada 1920 członek Tymczasowego KC KP(b)U i jednocześnie od 15 kwietnia do 17 listopada 1920 członek Biura Politycznego KC KP(b)U i Biura Organizacyjnego KC KP(b)U. W latach 1920–1921 członek Głównego Zarządu Kształcenia Politycznego Ludowego Komisariatu Oświaty RFSRR, od listopada 1921 do maja 1923 II zastępca, a od maja 1923 do lutego 1924 I zastępca kierownika Wydziału Agitacyjno-Propagandowego KC RKP(b), 1922-1924 zastępca kierownika i kierownik Pododdziału Prasy Wydziału Agitacyjno-Propagandowego KC RKP(b), 1923–1929 redaktor gazety „Kriestjanskaja prawda”. Od lutego do czerwca 1924 kierownik Wydziału Prasy KC RKP(b), 1924–1928 redaktor gazety „Biednota”, od 31 maja 1924 do 26 czerwca 1930 członek Centralnej Komisji Kontrolnej RKP(b)/WKP(b), od 1 stycznia 1926 do 2 grudnia 1927 zastępca członka, a od 19 grudnia 1927 do 26 czerwca 1930 członek Prezydium Centralnej Komisji Kontrolnej WKP(b). Od 1926 do 7 grudnia 1929 zastępca ludowego komisarza inspekcji robotniczo-chłopskiej ZSRR, od 7 grudnia 1929 do 10 kwietnia 1934 ludowy komisarz rolnictwa ZSRR, w latach 1929–1931 przewodniczący Wszechzwiązkowej Rady Spółdzielni Rolniczych, od 13 lipca 1930 do 8 grudnia 1937 członek KC WKP(b). Od 10 marca 1934 do 1936 kierownik Wydziału Rolnego KC WKP(b), od października 1936 do 12 października 1937 I zastępca przewodniczącego Komisji Kontroli Partyjnej przy KC WKP(b), od 29 lipca do 11 sierpnia 1937 p.o. I sekretarza KC Komunistycznej Partii (bolszewików) Białorusi.
Mąż Sofji Sokołowskiej.
12 października 1937 aresztowany, 29 lipca 1938 skazany na śmierć przez Wojskowe Kolegium Sądu Najwyższego ZSRR i rozstrzelany. 5 stycznia 1957 pośmiertnie zrehabilitowany.